# The Asylum
The Asylum je nezávislá americká filmová produkční společnost a filmový distributor. Zaměřuje se na produkci nízkorozpočtových filmů, především hororového nebo katastrofického žánru, určených přímo pro domácí video. Založena byla v roce 1997, v prvních letech vytvořila pouze několik snímků. K přelomu došlo v roce 2005 díky filmu Invaze světů, natočeného volně na motivy románu Válka světů ve stejné době, kdy šel do kin Spielbergův snímek Válka světů, který je rovněž volnou adaptací Wellsova literárního díla. Od té doby točí The Asylum kolem 12 filmů ročně. Společnost si ponechala strategii vytěžování témat a scénářů velkorozpočtových hollywoodských filmů, proti nimž v téže době nasazuje svá podobně pojmenovaná díla, např. Transmorphers (2007, srovnej Transformers), Tajemství chrámu křišťálových lebek (2008, srovnej Indiana Jones a království křišťálové lebky), Všemocný Thor (2011, srovnej Thor), Atlantic Rim – Útok z moře (2013, srovnej Pacific Rim: Útok na Zemi), Homeward (2020, srovnej Frčíme, v originále Onward) atd. Zároveň si společnost vytvořila několik vlastních sérií, např. Megažralok (první film Megažralok vs. obří chobotnice v roce 2009) či Žraločí tornádo (první film v roce 2013).
V letech 2014–2018 produkovala The Asylum svůj první seriál – postapokalyptický komediálně-dramatický akční horor Z Nation, který vysílala stanice Syfy.